# Presse de la révolution financière britannique
La presse écrite éditée lors de la révolution financière britannique a vu l'éclosion d'un grand nombre de titres de presse, parmi lesquels les premiers quotidiens et les premiers journaux à grand tirage. Elle se développe à la suite de la Glorieuse révolution britannique et grâce aux progrès technologiques fait dans l'industrie de l’imprimerie.

## Chronologie
- 10 septembre 1666 : 1re parution du London Gazette par Henry Muddiman (1629 - 1692)
- 1695 : Révocation de l'Édit de Nantes
- 1688 : Glorieuse révolution britannique
- 1691: fondation de The Athenian Mercury, Daniel Defoe parmi les rédacteurs
- 1692 : Pierre-Antoine Motteux fait paraître le Gentleman's Journal[1]
- 1695 : 1re parution du Flying Post
- mai 1695 : 1re parution du Post Boy
- octobre 1695 : 1re parution du Post Man
- mai 1698 : décès de Richard Baldwin
- 1697 : fondation de l'Anti-Jacobin par l'abolitioniste George Canning
- 1701 : fondation de The English Post par Nathaniel Crouch
- 1702 :  1re parution du Daily Courant
- 1701 : fondation du Norwich Post, dans la riche région lainière du Norfolk
- 1701 :  1re édition française du Post Man
- mars 1702 : Anne de Grande-Bretagne succède à  Guillaume III
- 1702 : création de The Observator par le journaliste et écrivain John Tutchin (1660 - 1707)
- 1704 : fondation de la Weekly Review par Daniel Defoe
- 1705 : Jean de Fonvive gagne 600 sterling par an avec le Post Man
- 1707 : signature de l'Acte d'Union, qui réunit l'Angleterre et l'Écosse. En
- 1708 : départ de Robert Harley du pouvoir,
- 1709 : fondation du Tatler par Richard Steele
- 1710 : fondation de l'Examiner par le parti Tory
- 1710 : Jonathan Swift devient rédacteur en chef de l'Examiner
- 1710 : Émeutes de Sacheverell
- 1711 : fondation de The Spectator par Joseph Addison et Richard Steele
- 1713: dernier numéro de la Weekly Review
- 1713: le Traité d'Utrecht met fin à la guerre de Succession d'Espagne
- 1720 : Jean de Fonvive quitte le Post Man
- 1720 : décès le même jour des rivaux George Ridpath et Abel Roper